# Élève-officier pilote de l'aéronautique navale
Le cursus « élève-officier pilote de l'aéronautique navale » (EOPAN), permet à des personnes âgées de 17 à 25 ans de devenir pilote de chasse, d'hélicoptère ou de multimoteur dans la Marine nationale française.
L'équivalent dans l'Armée de l'air est le cursus « élève-officier du personnel navigant » (EOPN) et dans l'aviation légère de l'Armée de terre, « élève-officier sous contrat/pilote » (EOSC/P).

## Formation
Le cursus commence sur la base d'aéronautique navale de Lanvéoc-Poulmic sur la presqu'île de Crozon, au sein de l'escadrille 50S où sont évalués les élèves. C'est une sélection en vol. Durant sept mois, les élèves vont voler sur l'avion de voltige Cap 10 et devront montrer leurs capacités à apprendre puis restituer en vol. Les élèves-pilotes ayant réussi la sélection en vol sont ensuite envoyés dans la suite de leur formation : full-US aux États-Unis pour la chasse, Salon-de-Provence pour le cursus avion, ou Dax pour le cursus Hélicoptère. Le choix est fait selon la demande des élèves mais surtout les besoins de la Marine Nationale.

### Cursus full-US

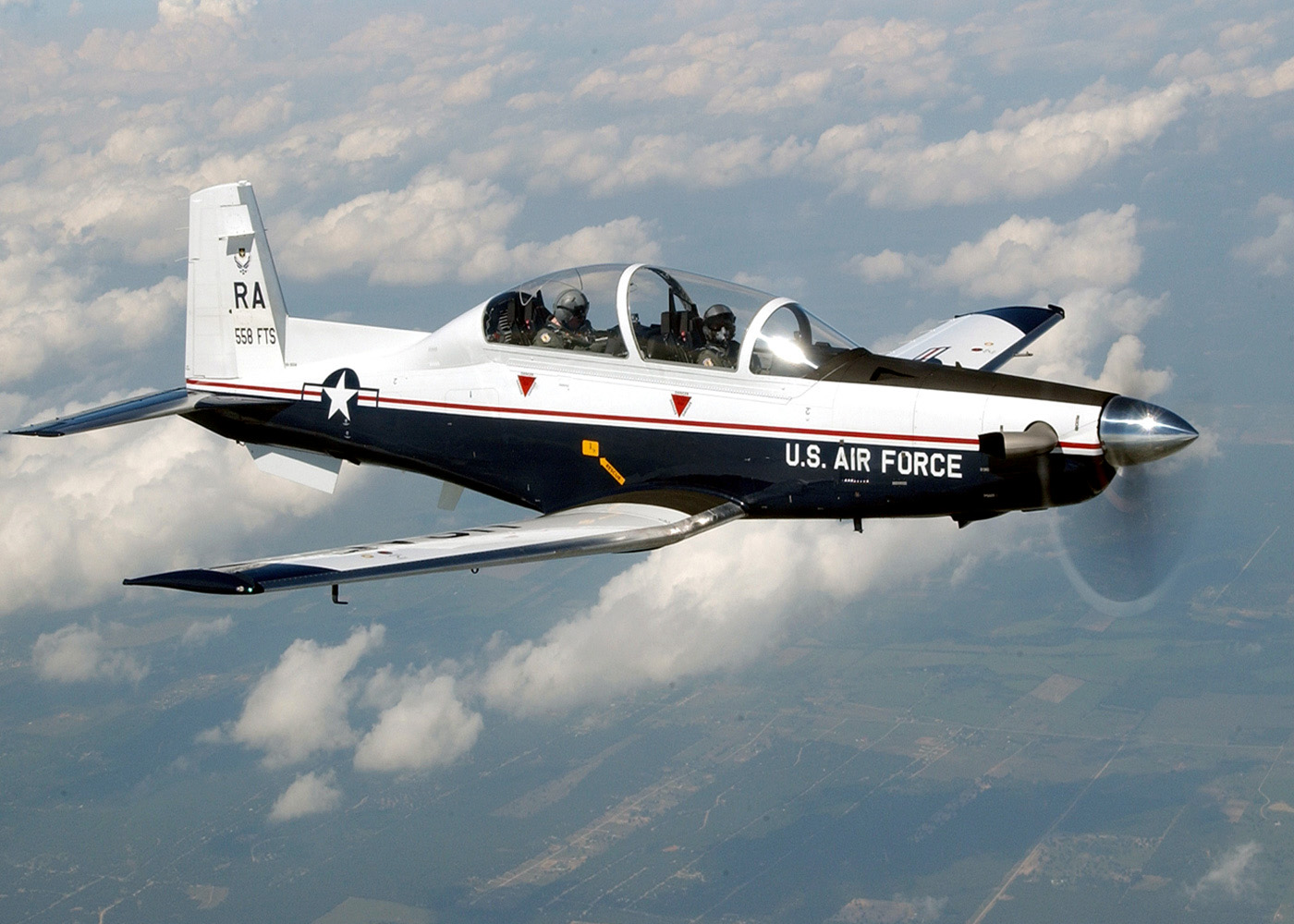
T-6A Texan II de l'US Air Force

Le cursus full-US n'est généralement proposé qu'au major de la promotion d'EOPAN qui a fini la sélection en vol. Ce cursus présente l'avantage, en plus d'être intégralement fait aux États-Unis, d'être plus rapide d'environ un an par rapport au cursus avion classique.
Une fois arrivé aux États-Unis, il y aura deux mois à faire au Defense Language Institute pour s'adapter au niveau d'anglais et aux spécificités de l'aviation aux États-Unis.
Après cela, la première partie des vols dure environ un an et est faite sur Beechcraft T-6 Texan II à Whiting Field, près de la ville de Pensacola en Floride.
La suite se passe sur la base de Meridian, au Mississippi, et l'élève passe sur T-45 Goshawk. À la fin de cette deuxième année de formation, l'EOPAN devient officiellement pilote de l'Aéronautique Navale et retourne en France à Landivisiau.

### Cursus avion
Si l'EOPAN est sélectionné pour être futur pilote d'avion, celui-ci est envoyé à Salon-de-Provence, au sein de la base aérienne 701. Il sera alors intégré au sein d'une promotion d'EOPN pour passer l'ATPL, puis pour effectuer une vingtaine de vols sur Cirrus SR20.

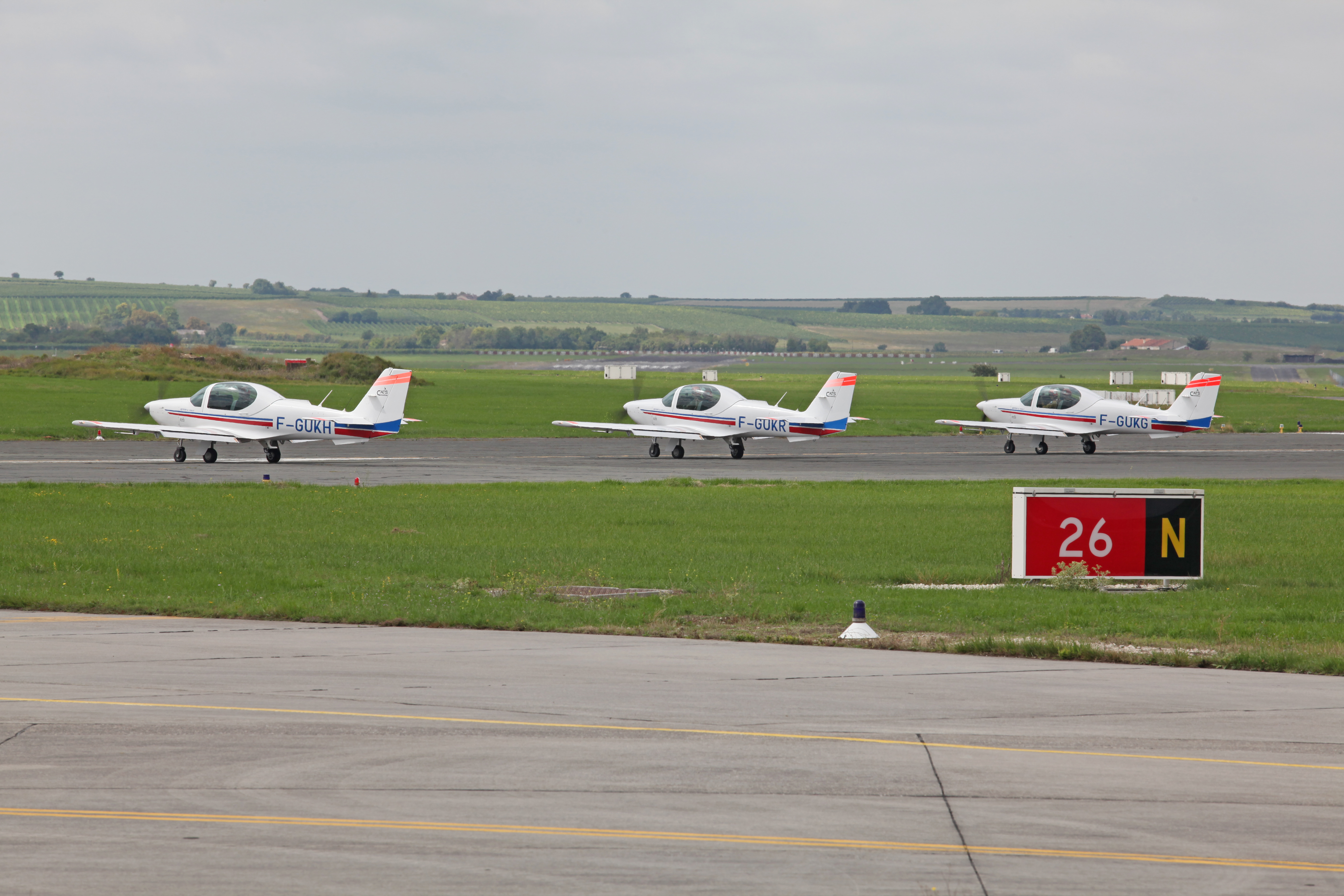
Grob 120 A-F

Après cela, l'élève-pilote continue sa formation au sein de l'EPAA afin de faire le tronc commun sur Grob 120. C'est à la fin de ce tronc commun que l'élève sera alors envoyé soit en cursus chasse, soit en cursus Hawkeye, soit en cursus PATMAR.

#### Cursus chasse

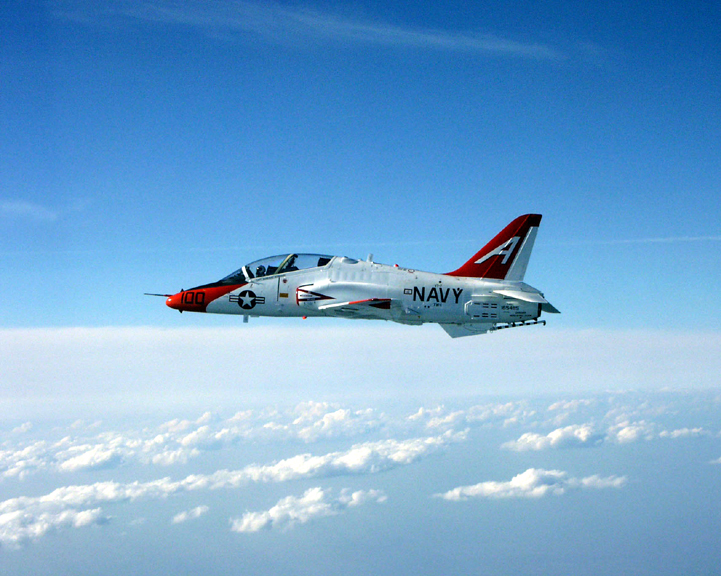
T-45 Goshawk

Lors du cursus chasse, l'élève volera sur PC-21 (auparavant sur TB30 Epsilon) pendant la pré-spécialisation chasse. À la fin de celle-ci, l'élève-pilote partira aux États-Unis pendant un an et demi. Après être passé au Defense Language Institute comme pour le cursus full-US, il rejoindra la Naval Air Station de Meridian au Mississippi pour voler sur T-45 Goshawk comme les full-US. 
C'est à la fin de ces vols aux États-Unis que l'élève-pilote sera macaronné pilote, et partira sur la BAN Landivisiau pour voler sur Rafale.

#### Cursus Hawkeye
Le cursus Hawkeye s'effectue comme le cursus chasse, à l'exception que l'élève rejoindra la Naval Air Station de Corpus Christi après le Defense Language Institute, ce pour voler sur Beechcraft T44 pendant 4 mois. Il rejoindra ensuite le cursus chasse à Meridian pour voler sur T-45 Goshawk, être macaronné pilote et finira sa formation à Norfolk pour voler sur E-2C Hawkeye pendant 8 mois. Il ira alors sur la BAN Lann Bihoué.

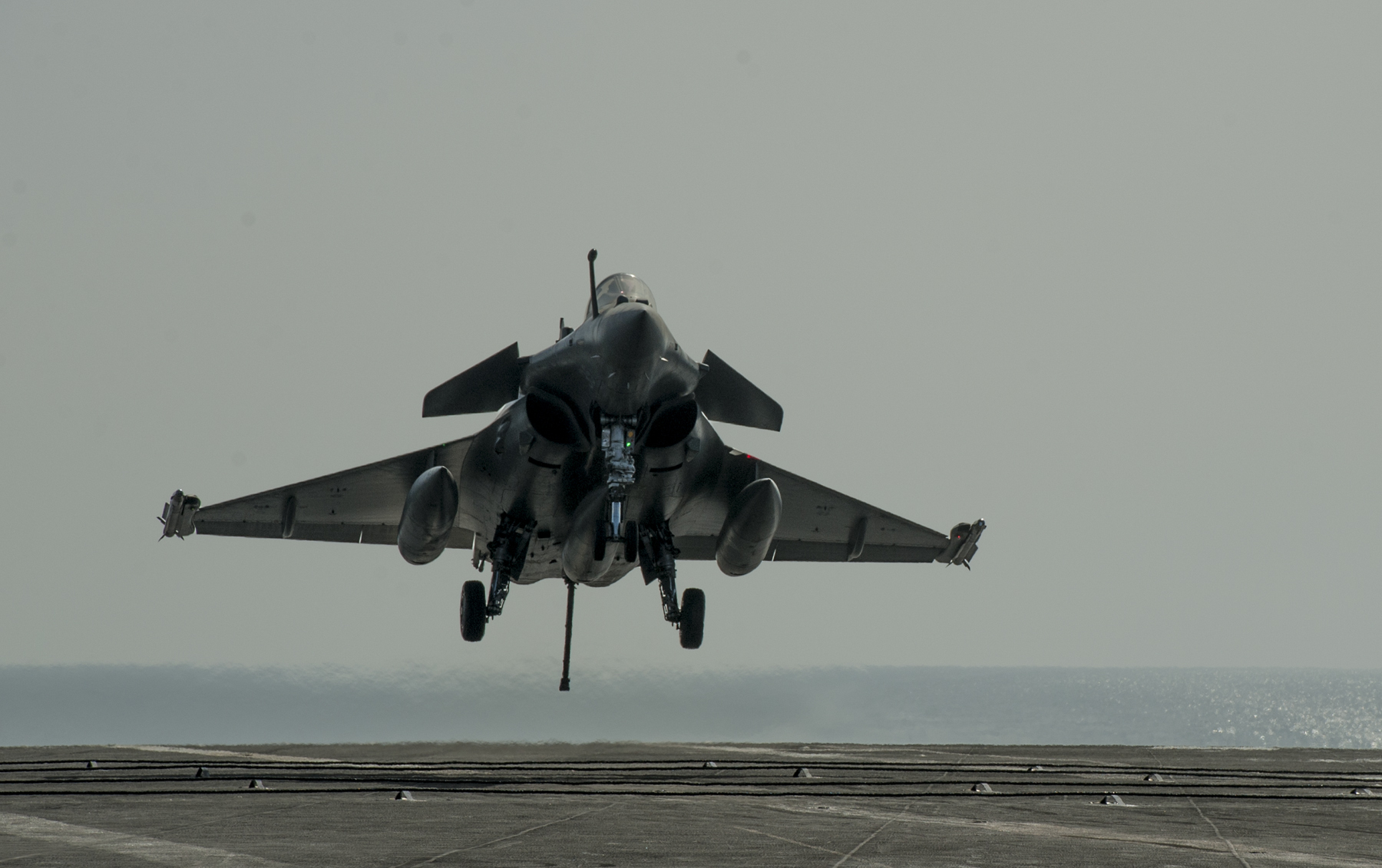
Rafale Marine à l'appontage

#### Cursus PATMAR
Si l'EOPAN est envoyé en cursus PATMAR, il rejoindra alors la Base aérienne 702 à Avord, pour voler pendant un an sur EMB 121 Xingu avec l'Armée de l'air. 
A la fin ces vols sur Xingu, il sera alors macaronné pilote de l'Aéronautique Navale, et rejoindra la BAN Lann Bihoué où il devra d'abord piloter le même avion pendant quelques années. Après cela et selon son choix, il volera soit sur Atlantique 2, soit sur Falcon 50.

### Cursus hélicoptère
Le cursus hélicoptère est effectué en majeure partie avec des pilotes de L'Armée de l'air et de l'Armée de terre. La première partie du cursus se voit être faite sur l'Aérodrome de Dax - Seyresse au sein de l'École de l'aviation légère de l'Armée de terre, en volant sur Eurocopter EC120 Colibri pendant un an. Puis l'élève partira au Luc sur l'Aérodrome du Luc - Le Cannet sur Aérospatiale AS550/555 Fennec. Enfin, la dernière partie de la formation se fera sur Sud-Aviation SA365 Dauphin sur la BAN Lanvéoc-Poulmic. 
C'est à la fin de ces vols à Lanvéoc-Poulmic que l'élève sera macaronné pilote et rejoindra finalement la machine sur laquelle il volera.

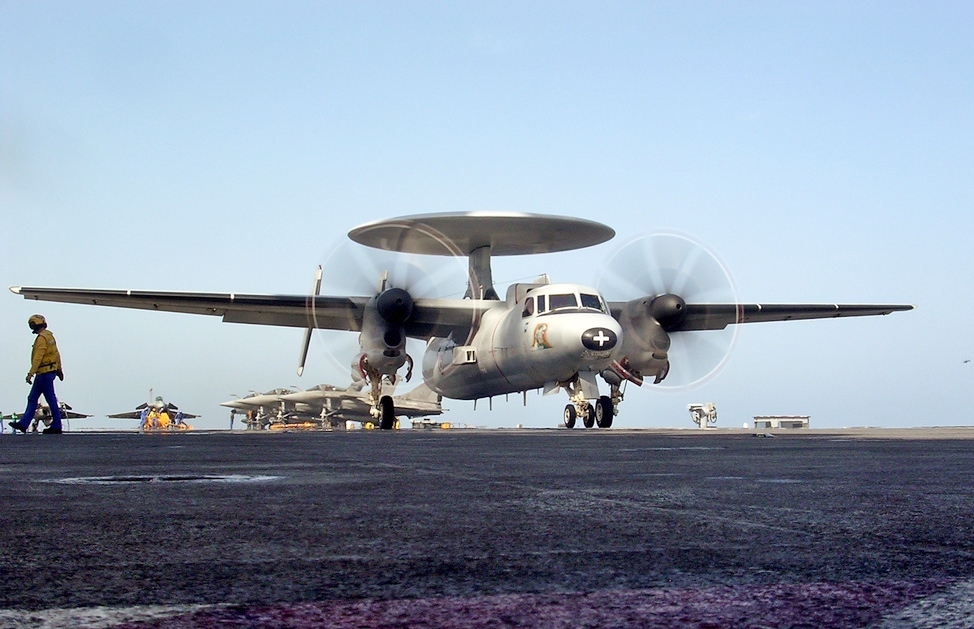
E2C Hawkeye de la Marine Nationale